# Clénay
Clénay est une commune française située dans le département de la Côte-d'Or, en région Bourgogne-Franche-Comté.
Ses habitants sont les Clénois.

## Géographie
Se situant à environ 10 kilomètres au nord de Dijon, la commune de Clénay est traversée par la rivière Norges.
Elle forme avec les communes de Saint-Julien, Bretigny, Norges-la-Ville, Asnières-lès-Dijon, Bellefond, Brognon, Flacey, Orgeux et Ruffey-lès-Echirey,  la communauté de communes du Val de Norge.

### Voies de communication et transports
La gare de Saint-Julien-Clénay est située sur le territoire de la commune. Elle est desservie par les TER de la ligne Dijon à Is-sur-Tille plusieurs fois par jour.

### Climat
Pour des articles plus généraux, voir Climat de la Bourgogne-Franche-Comté et Climat de la Côte-d'Or.
En 2010, le climat de la commune est de type climat océanique dégradé des plaines du Centre et du Nord, selon une étude du Centre national de la recherche scientifique s'appuyant sur une série de données couvrant la période 1971-2000. En 2020, Météo-France publie une typologie des climats de la France métropolitaine dans laquelle la commune est exposée à un climat océanique altéré et est dans la région climatique  Bourgogne, vallée de la Saône, caractérisée par un bon ensoleillement (1 900 h/an), un été chaud (18,5 °C), un air sec au printemps et en été et des vents faibles. 
Pour la période 1971-2000, la température annuelle moyenne est de 10,3 °C, avec une amplitude thermique annuelle de 17,3 °C. Le cumul annuel moyen de précipitations est de 811 mm, avec 11,7 jours de précipitations en janvier et 7,6 jours en juillet. Pour la période 1991-2020, la température moyenne annuelle observée sur la station météorologique de Météo-France la plus proche, « Dijon Toison », sur la commune de Dijon à 11 km à vol d'oiseau, est de 11,5 °C et le cumul annuel moyen de précipitations est de 771,8 mm,. Pour l'avenir, les paramètres climatiques de la commune estimés pour 2050 selon différents scénarios d'émission de gaz à effet de serre sont consultables sur un site dédié publié par Météo-France en novembre 2022.

## Urbanisme

### Typologie
Au 1er janvier 2024, Clénay est catégorisée bourg rural, selon la nouvelle grille communale de densité à 7 niveaux définie par l'Insee en 2022.
Elle appartient à l'unité urbaine de Saint-Julien, une agglomération intra-départementale dont elle est ville-centre,. Par ailleurs la commune fait partie de l'aire d'attraction de Dijon, dont elle est une commune de la couronne,. Cette aire, qui regroupe 333 communes, est catégorisée dans les aires de 200 000 à moins de 700 000 habitants,.

### Occupation des sols
L'occupation des sols de la commune, telle qu'elle ressort de la base de données européenne d’occupation biophysique des sols Corine Land Cover (CLC), est marquée par l'importance des territoires agricoles (52,7 % en 2018), en diminution par rapport à 1990 (54,7 %). La répartition détaillée en 2018 est la suivante : terres arables (51,7 %), forêts (36,2 %), zones urbanisées (11 %), prairies (1 %). L'évolution de l’occupation des sols de la commune et de ses infrastructures peut être observée sur les différentes représentations cartographiques du territoire : la carte de Cassini (XVIIIe siècle), la carte d'état-major (1820-1866) et les cartes ou photos aériennes de l'IGN pour la période actuelle (1950 à aujourd'hui).

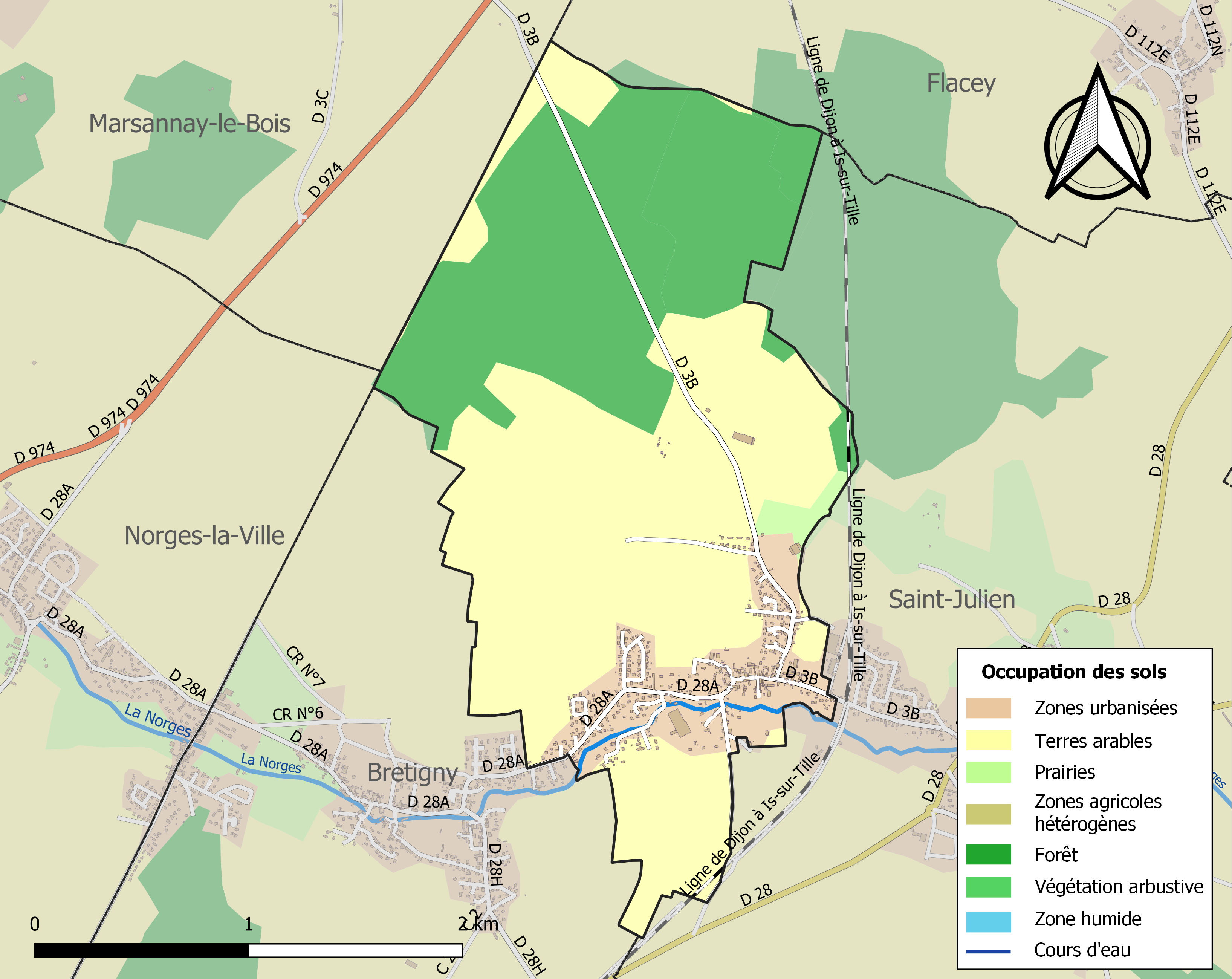
Carte des infrastructures et de l'occupation des sols de la commune en 2018 (CLC).

## Politique et administration
| Période                                  | Période | Identité        | Étiquette | Qualité |
| ---------------------------------------- | ------- | --------------- | --------- | ------- |
| mars 2014                                | 2020    | Frédéric Imbert |           |         |
| Les données manquantes sont à compléter. |         |                 |           |         |

## Démographie
L'évolution du nombre d'habitants est connue à travers les recensements de la population effectués dans la commune depuis 1793. Pour les communes de moins de 10 000 habitants, une enquête de recensement portant sur toute la population est réalisée tous les cinq ans, les populations de référence des années intermédiaires étant quant à elles estimées par interpolation ou extrapolation. Pour la commune, le premier recensement exhaustif entrant dans le cadre du nouveau dispositif a été réalisé en 2008.

En 2022, la commune comptait 904 habitants, en évolution de +6,6 % par rapport à 2016 (Côte-d'Or : +0,82 %, France hors Mayotte : +2,11 %).
| 1793 | 1800 | 1806 | 1821 | 1831 | 1836 | 1841 | 1846 | 1851 |
| ---- | ---- | ---- | ---- | ---- | ---- | ---- | ---- | ---- |
| 124  | 188  | 188  | 191  | 177  | 199  | 168  | 204  | 185  |

| 1856 | 1861 | 1866 | 1872 | 1876 | 1881 | 1886 | 1891 | 1896 |
| ---- | ---- | ---- | ---- | ---- | ---- | ---- | ---- | ---- |
| 183  | 148  | 176  | 167  | 159  | 181  | 208  | 200  | 186  |

| 1901 | 1906 | 1911 | 1921 | 1926 | 1931 | 1936 | 1946 | 1954 |
| ---- | ---- | ---- | ---- | ---- | ---- | ---- | ---- | ---- |
| 165  | 205  | 163  | 156  | 145  | 154  | 141  | 162  | 235  |

| 1962 | 1968 | 1975 | 1982 | 1990 | 1999 | 2006 | 2008 | 2013 |
| ---- | ---- | ---- | ---- | ---- | ---- | ---- | ---- | ---- |
| 228  | 238  | 246  | 379  | 497  | 573  | 786  | 847  | 852  |

| 2018 | 2022 | - | - | - | - | - | - | - |
| ---- | ---- | - | - | - | - | - | - | - |
| 863  | 904  | - | - | - | - | - | - | - |

## Lieux et monuments
- L'église fut construite sous le Second Empire par l'architecte Auguste Sirodot. Le décor peint de la voûte du chœur a été réalisée par Léon Leniept.

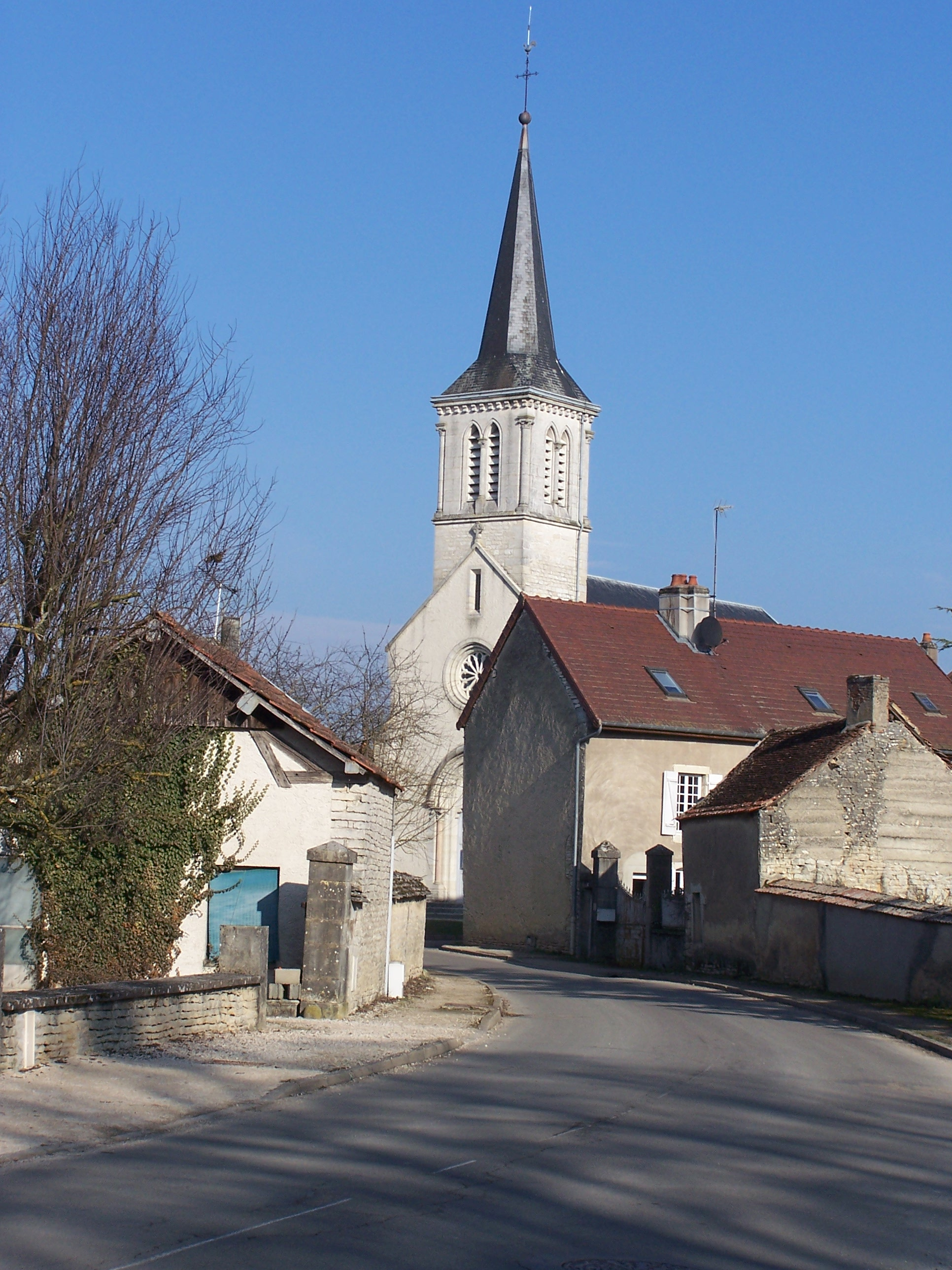
Église de Clénay.

- Le lavoir en bois a été construit au début du XIXe siècle et a été restauré au début du XXIe siècle.
- Un nouveau groupe scolaire a vu le jour en 2007 à proximité de la mairie et de l'ancienne école.
- L'Espace Loisirs comprend une salle des fêtes et un gymnase, utilisés pour le sport ainsi que différentes manifestations.

## Héraldique
| Blason | Blasonnement : De sinople au pal cousu d'or, chargé d'une vergette ondée d'azur, au chef soutenu d'une trangle d'or, palé de six pièces à la bande de gueules brochant et chargée de trois coquilles d'or dans le sens de la bande. |

## Sports
L'ASL Clénay est le club sportif du village, avec plus de 200 adhérents. Deux équipes évoluent au haut niveau.
- La section futsal, désormais connue comme Futsal Club Dijon Clénay évolue en 2e division nationale, après avoir évolué en 1re division de 2009 à 2015.
- La section tennis de table a évolué jusqu'en Régionale 1 et aux portes de la Prénationale, et compte plus de 100 licenciés.

## Événements
- Chaque année est organisé un festival de musique, par l'association AVANCES[17] (Association du Val de Norges pour l’Échange, la Culture et la Solidarité). Les recettes financent un projet de solidarité avec le Sud Marocain (transport de matériel scolaire et vêtements).
- La finale du Championnat de France de fléchettes a eu lieu au gymnase en avril 2009.
- Un salon du livre a été organisé en mai 2011, ainsi qu'un salon de l'agriculture en avril 2012.